# Elisabeth De Saedeleer
Elisabeth De Saedeleer (Sint-Martens-Latem, 17 augustus 1902 – Etikhove, 27 juni 1972) was een Belgisch textielkunstenaar.

## Biografie
Elisabeth was de dochter van de Latemse schilder Valerius De Saedeleer. Ze had vier zussen, waarvan Maria-Josefa en Monica later een actieve rol in haar onderneming zouden gaan spelen.
In 1914, toen Elisabeth 12 jaar oud was, verliet de familie België vanwege de invasie van het Duitse Rijk aan het begin van de Eerste Wereldoorlog. Het gezin vluchtte naar Zeeland, waarop ze, op vraag van baron David Davies, uitgenodigd werden om in Wales te verblijven. Voor het gezin De Saedeleer, kunstenaars Gustave van de Woestijne (1881-1974) en George Minne (1866-1941), werd een reis naar Aberystwyth verzorgd. Dit bracht de groep tot verwarring. Ze hadden zich voorbereid op een reis naar Cardiff, waar andere Belgische kunstenaars reeds resideerden. De keuze van Davies was echter niet lukraak. David Davies dochters, Gwendoline en Margaret, waren beiden filantroop en investeerden hun deel van het fortuin van hun grootvader, David Davies (1818-1890) in het lokale culturele leven. De gevluchte Belgische kunstenaars uitnodigen zagen ze als een kans, waarbij de gasten iets zouden kunnen bijdragen aan de cultuur. Ondanks de stroeve nesteling van de kunstenaarsfamilies in de gemeenschap, vanwege religieuze verschillen, kregen de drie families residentie in woningen die de zussen Davies bezaten. Het gezin De Saedeleer vestigde zich in the ‘Tynlon House’ in Rhydyfelin (Wales). Elisabeth's vader ging er meteen aan de slag als schilder en kwam, via een vroegere medewerker van William Morris, in contact met het gedachtegoed van de arts-and-craftsbeweging. Hij besloot om zijn dochters de weefkunst te laten leren bij onderlegde lokale wevers, en gaf hen zelf een kunstopleiding in tekenen en schilderen. Elisabeth kreeg daarbij de kans om het weven van tapijt te beheersen. Die opleiding kreeg ze van May Morris (1862-1938).
In 1918 werd Valerius verkozen als het toekomstig hoofd van het nieuwe lokale ‘Arts en Crafts Centre’ gesticht door professor Fleure en de zussen Davies. Ondertussen kwam de familie in contact met de Nederlandse ondernemer Jacob de Graaff (1873-1947). De man was een fervente verzamelaar van Belgische kunst en nodigde de zussen De Saedeleer in februari 1919 uit in Londen. Dit bezoek moet een bepalende indruk hebben nagelaten aangezien hij de zussen later regelmatig voorzag van materiaal dat ze nodig hadden voor hun ambacht. De familie plande om te blijven in Wales, maar na de oorlog waren financiers en lokale gezaghebbers hen niet gunstig gezind. Voor de familie bleef er in 1921 geen andere keuze dan terug naar België te verhuizen.

## Carrière
Na hun terugkeer vestigde de familie zich in Etikhove, waar in de woning een weefatelier zou worden geïnstalleerd. Valerius doopte zijn villa om tot 'Villa Tynlon', een verwijzing naar hun residentie in Wales. Zonder haar zus Marie, die om persoonlijke redenen uit het vak stapte, ging Elisabeth aan de slag met haar eigen ontwerpen en die van haar vader. Het atelier groeide uit tot een onderneming op artistieke grondslag (Société de Tapis d’Art De Saedeleer) en verhuisde in 1946 van Etikhove naar Brussel. De naam werd aangepast tot 'Atelier et Ecole de Tissage Elisabeth De Saedeleer'. Naast het weven van tapijten werden er ook weefopleidingen verzorgd. De broers Luc en Paul Haesaerts associeerden zich in 1925 met de gezusters De Saedeleer. 
Vanaf 1927 nam Elisabeth, op vraag van Henry Van de Velde, toenmalig directeur van Het Hoger Instituut voor Sierkunsten (La Cambre te Brussel), de leiding op zich van het Atelier Weef- en Tapijtweefkunst. Deze functie oefende ze 15 jaar uit.
In mei 1970 opende Elisabeth in de omgeving van de 'Villa Tynlon' in Etikhove het ‘Centrum voor Kunst en Kunstambachten Valerius De Saedeleer’, een hommage aan haar vader en om de glorietijd van de jaren 1920-1930 te laten herleven.

## Samenwerking en Stijl
Al van bij de oprichting van het atelier in Etikhove verzekerde Elisabeth het artistieke niveau van de tapijten en werkte hiervoor samen met bevriende kunstenaars. Naast haar ontwerpen en die van haar vader, werden nu ook ontwerpen van Kurt Lewy, Albert Van huffel, Edgard Tytgat, Gustave Van de Woestyne, Constant Montald, Jules Boulez, Henri Puviez, Charles Leplae, Anto Carte, Georges Creten, Paul Haesaerts en Albert Saverys gerealiseerd. Ze tekende de samples van de ontwerpen zelf op ware grootte om vervolgens met het weven aan de slag te gaan. Het ging telkens om een beperkte oplage: van elk tapijtontwerp werden maximaal zes uitvoeringen vervaardigd. Op elk tapijt is het monogram van de ontwerper en van het atelier te vinden.
Stilistisch gezien volgde ze de ontwerpen van de opdrachtgevers, die veel motieven van flora en fauna bezaten. De zussen staan bekend voor hun levendig kleurengebruik in die motieven. Critici beschrijven haar stijl en techniek als vergelijkbaar met William Morris en de arts-and-crafts weeftechnieken. Zo is bijvoorbeeld hun knoop techniek niet ingelegd, zoals de Vlaamse tapijttraditie. Tot slot worden de zussen geprezen voor hun duurzame integratie van de tapijten in het interieur. 

## Trivia
Er is in Oudenaarde een straat naar haar genoemd, de Elisabeth De Saedeleerstraat op Saffrou.

## Tentoonstellingen
Werk van de Ateliers De Saedeleer werd getoond op meerdere nationale en internationale tentoonstellingen:
- 1925, Parijs: L’Exposition des Arts Décoratifs et Industriels Modernes
- 1954, Gent: Musée des Arts Décoratifs (nu Design Museum Gent)
- 1958, Brussel: Expo 58
- 1971, Gent: Galerij Contrast Punt 1

## Publicaties
- 'De Handweefkunst', uitgave Drukkerij Van Buggenhoudt, 1947 (1e druk)
- 'De Handweefkunst', uitgave Het kunstatelier E. de Saedeleer,1974
- Verdickt, C., ‘How a Young Girl Went to Wales during the Great War, to Become the Leading Lady at La Cambre Institut supérieur des arts décoratifs in Brussels’, in: Serazin, H. (Ed.), MoMoWo: Women Designers, Craftswomen, Architects and Engineers between 1918 and 1945, series: Women’s Creativity, nr. 1, Ljublijana: MoMoWo, 2017.

- Digitale Bibliotheek voor de Nederlandse Letteren: saed003
- RKD-Nederlands Instituut voor Kunstgeschiedenis: 255823
- Union List of Artist Names: 500169101
- Virtual International Authority File: 96668029